# Léon Le Calvez
Léon Le Calvez (Moëlan-sur-Mer, 14 marzo 1909 – Créteil, 7 luglio 1995) è stato un ciclista su strada francese, professionista dal 1931 al 1942.

## Carriera
Abile cronoman concluse al terzo posto la prima edizione del Grand Prix des Nations nel 1932 ed al secondo posto l'edizione successiva. Fu anche terzo nella Parigi-Roubaix del 1933.
Fece parte della Nazionale francese ai Tour de France del 1931 e 1933. 
Nella sua prima Grande Boucle, in particolare, ottenne ottimi piazzamenti di giornata pur non conseguendo vittorie, prima del ritiro nella quattordicesima frazione per essere andato oltre il tempo massimo concesso per la percorrenza della tappa, riuscendo a conquistare, anche se solo per un giorno, la Maglia gialla simbolo del primato nella classifica generale.
Dopo il termine della carriera da ciclista intraprese quella di direttore sportivo e, dal 1952 al 1956, diresse la formazione francese dell'Ovest al Tour. Fra i suoi selezionati ci furono ciclisti quali Jean Robic, Jean Malléjac e Roger Hassenforder.
Era suocero di François Mahé anch'egli ciclista professionista.

## Palmarès
- 1930 (dilettanti)

Parigi-Sens
Parigi-Chauny
- 1931 (dilettanti)

Parigi-Dieppe
- 1932 (Alleluia-Wolber, una vittoria)

Critérium National de la Route (Antony > Montrouge)
- 1935 (Delangle, una vittoria)

1ª tappa Parigi-Nizza (Parigi > Digione)
- 1937 (Alcyon-Dunlop, tre vittorie)

1ª tappa Circuit du Maine-et-Loire
Classifica generale Circuit du Maine-et-Loire
Classifica generale Circuit d'Angoulême
- 1938 (Alcyon-Dunlop, una vittoria)

Grand Prix de l'Est

### Altri successi
- 1937 (Alcyon-Dunlop)

Criterium di Arpajon-sur-Cère
Criterium di Nontron
- 1939 (Helyett-Hutchinson)

Criterium di Macaud

## Piazzamenti

### Grandi Giri
- Tour de France

1931: fuori tempo massimo (14ª tappa)
1933: 17º

### Classiche monumento
- Parigi-Roubaix

1933: 3º
1937: 16º
1939: 59º